# سعادت‌نامه
سعادت نامه یا روزنامه غزوات ھندوستان ، کتابی است به زبان فارسی  ظاھراً قدیمی ترین متن تاریخی در بیان سوانح بخشی از احوال تیمور ست۔

## تاریخ
سعادت نامه  یا روزنامه  غزوات ھندوستان ظاھراً قدیمی ترین متن تاریخی در بیان سوانح بخشی از احوال تیمور ست۔ کارل استوری، فلیکس تائور و ھانس روبرت رویمر و سعید نفیسی و عباس زریاب و احمد منزوی به  این تألیف اشارہ کردہ اند و بنا بر بعضی از آن پژوھشھا نظام الدین شامی اغلب مندوجات این کتاب را در ظفر نامه ٔ خود وارد کردہ و از آنجا به  زبدۃ التواریخ حافظ ابرو و کتب دیگر رسیدہ است۔ 

این متن تاریخی مھم، چنانکه نام مصطلح شدہ بر آن گویای مندرجاتش می باشد مربوط می شود به گزارش روزانه از وقایعی که در جنگھای امیر تیمور گورکان در هندوستان روی دادہ بودہ است۔ تیمور در غرّۂ ذیحجه سال ۸۰۰ در حدود کابل (سرحدّ با ھندوستان) بود که قصد بلاد ھندوستان کرد و مآلاً به جنگھایی در آنجا پرداخت که تا اوائل رجب ۸۰۱ دامنه یافت۔ مؤلف کتاب (غیاث الدین علی یزدی) بازگشت او را به کابل ھشتم رجب ۸۰۱ ضبط کردہ است۔

## سبب تألیف
مؤلف در خطبه ٔ کتاب نوشته  است ’’چون دارالعبادۂ یزد به  مَقْدَم عالی یکی از مقربان حضرت و چاکران صادق نیت مشرّف گشت۔ حکم صادر شد که  جھت تاریخ بعضی از حروب که  بندگی حضرت جھانگشایی را اتفاق افتادہ دیباچه ٔ فارسی نویسد و فتوحات متواتر که  از مبدأ عھد باز کرامت شد در فصلی مفرد مجملاً قلمی کردہ بعد ذلک روزنامه ٔ غزوات هندوستان پیش گرفته  جنگنامه  به  عبارتی از تکلف دور و به  فھم نزدیک علی التفصیل شرح دھد‘‘۔ بنا بر این کتاب در شھر یزد تألیف شدہ۔ این پدر و پسر از مردم یزد بودہ اند و بطوری که  در عبارات خطبه  و رقم پایانی نسخه ٔ مذکور دیدہ می شود پدر مؤلف ملقب به  جمال الاسلام بودہ است۔ او ھمان معین الدین جمال الاسلام است که  در تواریخ یزد نامش آمدہ است۔ 

## مؤلف کتاب
مؤلف نام خود را در ضبطه  علی بن جمال الاسلام آوردہ است۔ ولی در رقم پایانی نسخه ٔ تاشکند لقبش غیاث الدین به  ضبط درآمدہ و نام فرزندش مولانا شھاب الدین محمد منشی ذکر شدہ است۔

## زمان تألیف کتاب و نام آن
غیاث الدین علی در دو جای کتاب به  سال سی و یکم سلطنت امیر تیمور گورکان اشارت درد و از آنھا می توان زمان تألیف را مشخص کرد۔ یکی این عبارت است در فصل مربوط به  فتحھای تیمور که  می نویسد: ’’چون خورشید به  خنجر و سنان ھمراھی گزید تا دولت بیدار و اقبال پایدار کمر خدمت در میان بست و اقالیم عالم و ممالک جھان در عرض سی و یک سال برو مقرر شد‘‘۔ مورد دیگر این عبارت است: ’’صورت حال آنکه  چون در سال سی ویکم از عھد سلطنت و پادشاھی، اقالیم و ممالک آفاق در تصرف بندگی حضرت صاحب قرانی آمدہ بود و به  مستقر عزّ و دولت مراجعت فرمود‘‘۔ چون جلوس تیمور در سال ۷۷۱ بودہ است بنا بر این باید آغاز به  تألیف کتاب را سال ۸۰۲ دانست، یعنی یک سال بعد از بازگشت تیمور از ھند و دو سالی پیش از اینکه  حکم بر نگارش ظفر نامه ٔ نظام الدین شامی رفته  باشد۔ 